# Stipa pittieri
Stipa pittieri är en gräsart som beskrevs av Albert Spear Hitchcock. Stipa pittieri ingår i släktet fjädergrässläktet, och familjen gräs. Inga underarter finns listade i Catalogue of Life.